# Ибн аль-Кифти
Ибн аль-Кифти́ (араб. ابن القفطي‎; 1172, Кифт, Верхний Египет — 1248, Алеппо, Сирия) — арабский историк, биограф и писатель. Жил при дворе Саладина, стал кадием (судьёй) в Алеппо во времена Айюбида аз-Захира Гази, затем стал визирем при его сыне аль-Азизе. Автор множества трудов, посвящённых истории и биографиям, из которых до наших дней дошло лишь несколько книг.

## Биография
Его полное имя: Джамал ад-Дин Абу-ль-Хасан Али ибн Юсуф ибн Ибрахим ибн Абд аль-Вахид аш-Шайбани аль-Кифти (араб. جمال الدين أبو الحسن علي بن يوسف بن إبراهيم بن عبد الواحد الشيباني القفطي‎). В своём биографическом словаре «Муджам аль-удаба» Якут аль-Хамави изложил его подробную генеалогию, согласно которой Ибн аль-Кифти является прямым потомком Бакра ибн Ваиля, эпонима арабского аднанитского племени бану бакр. Его отец, Абу-ль-Махасин Юсуф ибн Ибрахим по прозвищу аль-кади аль-ашраф («знатнейший судья») был образованным человеком, занимал высокие посты во времена Салах ад-Дина, умер в 1225 году. Мать Ибн аль-Кифти была из бедуинского племени бали, принадлежащего к группе племён кудаа. Бабушка со стороны матери была рабыней-абиссинкой, которая принадлежала эмиру Мекки.
Ибн аль-Кифти родился в Верхнем Египте, в городе Кифт неподалёку от Луксора в 1172 году (568 год хиджры). Вырос и обучался в Каире. В 1195 году, в возрасте 22 лет (по другим данным — в 1187 или 1191 году) отправился в Иерусалим, куда его отец был назначен управляющим в качестве представителя Кади аль-Фадиля, советника Салах ад-Дина. Спустя 15 лет Ибн аль-Кифти отправился в Алеппо, где следующие 10 лет посвятил литературным исследованиям. В 1212 году вместе с отцом отправился в Мекку и совершил хадж.
После смерти Салах ад-Дина Ибн аль-Кифти стал придворным его сына аз-Захира Гази, который сначала был губернатором, а затем стал султаном Алеппо. Друг его отца Фарис ад-Дин Маймун аль-Касри, бывший губернатор Иерусалима и Наблуса, стал его наставником и другом в Алеппо, обучая премудростям бюрократической службы. В этот период Ибн аль-Кифти показал себя с лучшей стороны благодаря эффективному управлению земельными наделами армии Алеппо.
После смерти Фарис ад-Дина в 1214 году султан аз-Захир Гази позволил Ибн аль-Кифти посвятить себя научным изысканиям, но спустя некоторое время ему было приказано заняться реестром армии, вероятно, в качестве кади-аскера. Также он получил титул аль-кади аль-акрам («благороднейший судья»). Султан остался доволен его службой, а после смерти аз-Захира Гази в 1216 году его сын аль-Азиз вновь назначил Ибн аль-Кифти на ту же должность. В 1235 году он стал визирем и занимал этот пост до самой смерти.
Ибн аль-Кифти скончался в месяце рамадан 646 года хиджры (1248 год) в Алеппо. Был похоронен на окраине города, возле «места Ибрахима» (макам Ибрахим).

## Труды
Несмотря на то, что Ибн аль-Кифти в первую очередь ценили за управленческие качества, сам он больше интересовался учёной деятельностью. У него была обширная библиотека и он оказывал помощь учёным, в том числе тем, которые были вынуждены покинуть свою родину на западе мусульманского мира. Якуту аль-Хамави он предоставил средства в долг и помогал при написании его географического словаря «Муджам аль-булдан». Якут добавил в свой биографический словарь «Муджам аль-удаба» множество воспоминаний об Ибн аль-Кифти и его цитаты.
Ибн аль-Кифти был плодовитым автором и написал не менее 26 трудов на различную тематику, в том числе историю Северной Африки; 6-томную историю Египта до Салах ад-Дина; историю Йемена; историю Сельджукидов, Мирдасидов и Буидов; историю Махмуда Газневи; работы по грамматике арабского языка, хадисам и мусульманскому праву; книги, посвящённые поэзии и биографиям. Из них до наших дней дошли лишь два биографических словаря — «Тарих аль-хукама» в кратком изложении аз-Завзани и «Инбах ар-руват».
- Тарих аль-хукама (تاريخ الحكماء‎ — «История мудрецов»; другое название — Ихбар аль-’улама би-ахбар аль-хукама, إخبار العلماء بأخبار الحكماء‎) — словарь с 414 жизнеописаниями греческих, сирийских и мусульманских учёных-мыслителей, которые занимались логикой, философией, математикой, астрономией, ботаникой и медициной. Сохранился в кратком изложении Мухаммада ибн Али аз-Завзани известном как «Мухтасар аз-Завзани» (مختصر الزوزني‎), который был составлен за год до смерти Ибн аль-Кифти. Издан Юлиусом Липпертом в 1903 году в Лейпциге и Мухаммедом Амином аль-Ханджи аль-Кутуби в 1907 году в Каире. Критическое издание персидского перевода XVII века сделала Бехин Дараи (1951, Тегеран). В 1960 году Гулам Гилани Барк перевёл книгу на язык урду и издал в Лахоре[5].
- Инбах ар-руват ’аля анбах ан-нухат (إنباه الرواة على أنباه النحاة‎) — словарь, посвящённый арабским языковедам и литературоведам, начиная с Абу-ль-Асвада ад-Дуали и до XIII века. Издан в 1950 году М. Абу-ль-Фадлем Ибрахимом в Каире[5].

Другие труды:
- ад-Дурр ас-самин фи ахбар аль-мутайямин (الدر الثمين في أخبار المتيمين‎)[8];
- Ахбар Миср мин ибтидаиха иля айям Салах ад-Дин (أخبار مصر من ابتدائها إلى أيام صلاح الدين‎)[5] или Тарих Миср мин ибтидаиха иля хина малакаха Салах ад-Дин (تاريخ مصر من ابتدائها الى حين ملكها صلاح الدين‎) — история Египта до правления Салах ад-Дина, в шести томах[9];
- Тарих аль-Йаман (تاريخ اليمن‎)[8];
- Бакият тарих ас-Сальджукия (بقية تاريخ السلجوقية‎)[8] или Ахбар ас-Сальджукия мунзу ибтида амрихим иля нихаятихи (أخبار السلجوقية منذ ابتداء أمرهم إلى نهايته‎)[9];
- Ахбар Аль Мирдас (أخبار آل مرداس‎)[8] или аль-Инас фи ахбар Аль Мирдас (الإيناس في أخبار آل مرداس‎)[9];
- Ахбар аль-мусаннифин ва ма саннафуху (أخبار المصنفين وما صنفوه‎)[8];
- Ислах халал ас-Сихах (إصلاح خلل الصحاح‎)[8];
- Нухзат аль-хатир ва нузхат ан-назир фи ахасин ма накала мин зухур аль-кутуб (نهزة الخاطر ونزهة الناظر في أحاسن ما نقل من ظهور الكتب‎)[10];
- аль-Мухаммадун мин аш-шу’ара ва аш’арухум (المحمدون من الشعراء وأشعارهم‎) — словарь с жизнеописаниями и отрывками стихов 328 поэтов[5];
- Тарих аль-Магриб ва ман таваллаха мин бани Тумарт (تاريخ المغرب و من تولاها من بني تومرت‎)[9];
- Тарих Махмуд ибн Сабуктикин ва банихи (تاريخ محمود بن سبكتكين وبنيه الى حين انفصال الأمر عنهم‎)[9];
- ар-Радд аля ан-насара ва зикр маджами’ихим (لرد على النصارى وذكر مجامعهم‎)[9];
- Машихат Зейд ибн аль-Хасан аль-Кинди (مشيخة زيد بن الحسن الكندي‎)[9];
- Китаб ад-дад ва аз-за (كتاب الضاد والظاء‎)[9];
- Ман альвата аль-айям фа-рафа’атху сумма альтавата ’алейхи фа-вада’атху (من ألوت الأيام إليه فرفعته ثم التوت عليه فوضعته‎)[9];
- аль-Муджалла (мухалла) фи исти’аб вуджух калла (المجلى في استيعاب وجوه كلا‎)[9];
- аль-Муфид фи ахбар Аби Са’ид (المفيد في أخبار أبي سعيد‎)[5];
- Аш’ар аль-Язидайн (أشعار اليزيدين‎)[11][5];
- Тарих бани Бувайх (تاريخ بني بويه‎)[11][5];
- аз-Зайль ’аля ансаб аль-Балазури (الذيل على أنساب البلاذري‎)[11][5];
- ат-Тахрир фи ахбар Мухаммад ибн Джарир (التحرير في أخبار محمد بن جرير‎)[11];

Якут аль-Хамави, который умер на 9 лет раньше своего патрона, упоминает, что к моменту, когда был написан его «Словарь литераторов», Ибн аль-Кифти ещё не закончил работу над комментариями к «Муватте» Малика ибн Анаса и «Сахиху» аль-Бухари.

## Семья и личная жизнь
У Ибн аль-Кифти не было ни дворца, ни жены. Он был библиофилом, всю жизнь занимался собирательством книг. Свою библиотеку после смерти он завещал эмиру Алеппо ан-Насиру Юсуфу. Обащая стоимость его книг составила 50 тыс. динаров.